# ديميتري مندلييف
ديميتري إيفانوفيتش مندلييف (الروسية: Дми́трий Ива́нович Менделе́ев) هو كيميائي روسي (8 فبراير 1834 – 2 فبراير 1907). اُشتهر بسبب مساهمتهِ في تأليف النسخة الأولى من الجدول الدوري للعناصر. وعلى عكس الذين ساهموا في فكرة الجدول الدوري، استطاع مندلييف توقع الخواص الكيميائية للعناصر التي لم تكتشف في وقتها. وفي حالات عديدة غامر بالسؤال عن دقة الأوزان الذرية المقبولة في وقته، وكان يجادل بأنها لا تتطابق مع المتوقع لها بواسطة القانون الدوري، وقد أثبتت الأبحاث لاحقا صحة كلامه.

## نبذة عن مندلييف

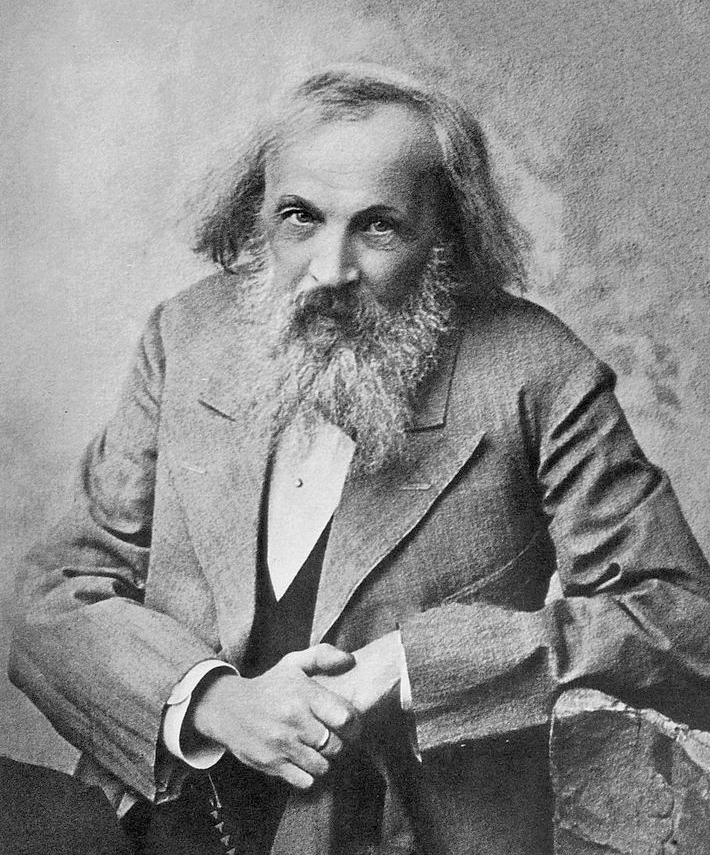

ولد مندلييف في توبولسك، سيبيريا في روسيا، في 8 فبراير 1834. وكان أصغر إخوته البالغ عددهم 14، للأب إيفان بافلوفيتش مندلييف " Ivan Pavlovich Mendeleyev" والأم ماريا ديمتريفنا كندليفا (اسمها عند الولادة كورنيليفيا) " Maria Dmitrievna Mendeleeva (nee Kornilieva)". وفي سن الرابعة عشر، بعد موت والده، التحق مندلييف بالجيمانيزيوم في توبولسك.
وفي عام 1849، استقرت عائلة مندلييف الفقيرة في سانت بطرسبرغ، حيث التحق بالمعهد التربوي العالي في عام 1850. وبعد التخرج، أصيب بالسل مما جعله ينتقل إلى شبه جزيرة القرم بالقرب من البحر الأسود في عام 1855، حيث أصبح الرئيس العام للعلوم في المدرسة الثانوية المحلية. ثم استعاد صحته ورجع إلى سانت بطرسبرغ عام 1856.
وفى الفترة من 1859 إلى 1861 عمل في كثافة الغازات في باريس، وأعمال المطياف مع جوستاف كيرشوف في هايدلبرغ. وفي عام 1863، وبعد رجوعه إلى روسيا، أصبح مدرسا للكيمياء في المعهد التقني وفي جامعة سان بطرس برج. وفي نفس العام، تزوج من فيوزفا نيكيتشنا ليشتفا " Feozva Nikitichna Leshteva"، وانتهى الزواج بالطلاق. ثم تزوج بعدها أنا إيفانوفا بوبوفا " Anna Ivanovna Popova"، وتزوجت ابنتهم ليوبوف "Lyubov" الشاعر الروسي المشهور ألكسندر بلوك.
وبالرغم من أن مندلييف قد حصل على تكريم من كل المؤسسات العلمية في أوروبا، بما فيها حصوله على ميدالية كوبلي من المجتمع الملكي في لندن، فإن نشاطه السياسي كان يقلق الحكومة الروسية، مما أدى لإقالته من جامعة سانت بطرسبرغ في 17 أغسطس عام 1890. وفي عام 1893، عين بمنصب مدير لديوان الأوزان والقياسات.
وفي سنواته الأخيرة، عمل خارجه واخترع المواصفات القياسية للفودكا " vodka" الروسية. وأكثر أهمية من ذلك قام بالتحقق من حقول وتركيب النفط. وساعد في عمل أول مصفاة زيت في روسيا. وقد مات في سانت بطرسبرغ بسبب الإنفلونزا. وسمي العنصر رقم 101، مندليفيوم باسمه.

## الجدول الدوري

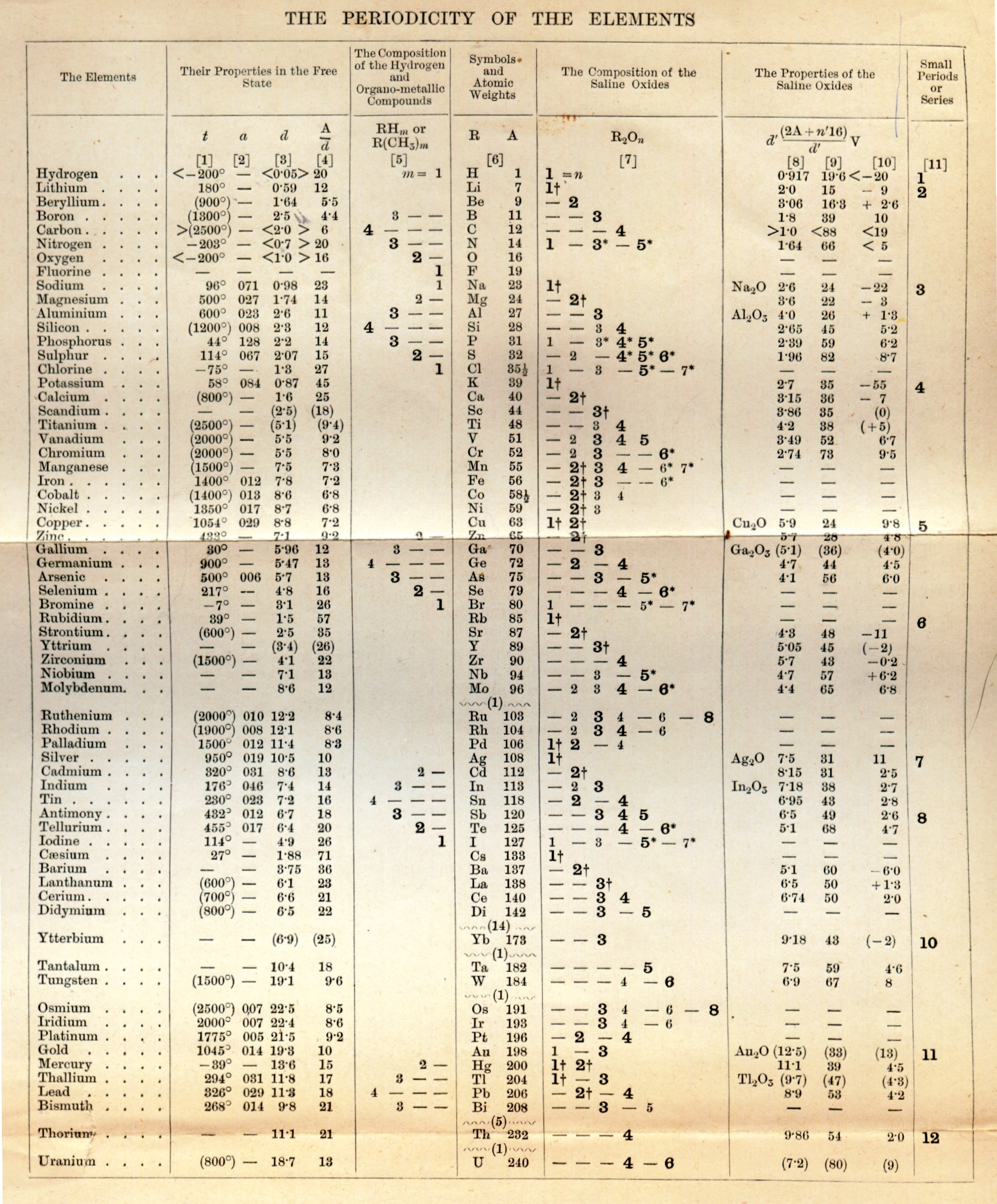
نموذج من جدول مندلييف الدوري، من أول نسخة إنجليزية لكتابه (1891، استنادا إلى الطبعة الخامسة الروسية)

في عام 1866، نشر جون ألكسندر رينا نيولاندز نظرية الثمانيات. ولكن عدم وجود فراغات كافية للعناصر التي لم تكتشف، وتواجد بعض العناصر في نفس الخانة كانت من الانتقادات الموجهة لهذهِ النظرية، وبالتالي لم تقبل. وبإغفال هذا، قام مندلييف بالعمل على فكرة مشابهة، وفي 6 مارس عام 1869، قدّم الشكل الأساسي لها للمجتمع الروسي للكيمياء، بعنوان «العلاقة بين خصائص العناصر وأوزانها الذرية»، والتي نصت على أن:
- لو رتبت العناصر طبقا لوزنها الذري فإن خصائصها تتكرر دوريا.
- العناصر المتشابهة في خواصها الكيميائية لها أوزان ذرية إما قريبة من بعضها (مثل Pt، Ir، Os) أو تزيد بانتظام مثل (k، Rb ، Cs).
- ترتيب العناصر، أو مجموعة من العناصر حسب أوزانها الذرية، يتفق مع ما يسمى التكافؤ، وأيضا، إلى درجة ما، إلى خواص العناصر الكيميائية المميزة، كما يظهر بوضوح في سلسلة Li، Be، Ba، C، N، O، Sn.
- العناصر المنتشرة بكثرة لها أوزان ذرية صغيرة.
- تحدد قيمة الأوزان الذرية صفات العنصر، كما أن قيمة الجزيء تحدد صفات المركب.
- يجب توقع اكتشاف العديد من العناصر غير المكتشفة وقتها مثلاً عنصر مشابه للألومنيوم والسيليكون – والذي يتوقع لهُ وزن ذري بين 65 و 75.
- يمكن ضبط الوزن الذري للعنصر بمعرفة الأوزان الذرية للعناصر الملاصقة لهُ. وعلى هذا يكون الوزن الذري لعنصر التيلوريم يجب أن يكون بين 123 و 126 ولا يمكن أن يكون 128.
- يمكن توقع خواص معينة للعناصر طبقا لوزنهم الذري.

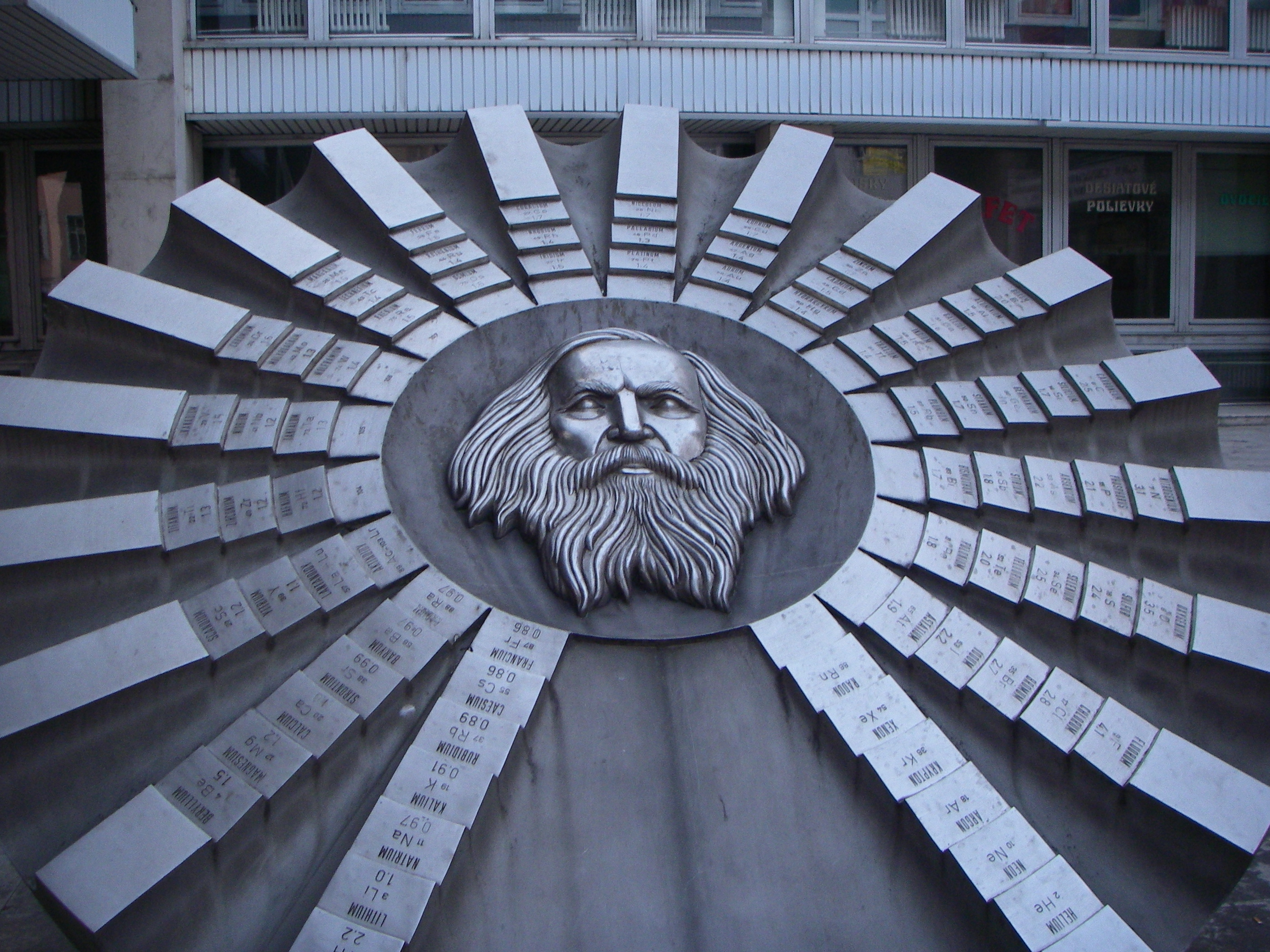
منحوتة لمندلييف والجدول الدوري، وتقع في براتيسلافا، سلوفاكيا

وكان لوثر ماير غير المعروف لمندلييف يعمل أيضًا على الجدول الدوري. وفي بحثهِ المنشور عام 1864، عرض ماير 28 عنصرا فقط، مقسمين حسب تكافؤ هم وليس حسب وزنهم الذري. ولم يكن عند ماير أي فكرة عن توقع العناصر غير الموجودة أو تصحيح الأوزان الذرية للعناصر الموجودة. وبعد أشهر قليلة من نشر مندلييف لجدولهِ المتضمن لكل العناصر المعروفة وقتها (وتوقعه للعديد من العناصر التي سوف تكمل الجدول الدوري، بالإضافة لتصحيح بعض الأوزان الذرية)، نشر ماير صورة مطابقة للجدول، وعلى الرغم من توقعات مندلييف الدقيقة لما سماه تحت- سيليكون (جيرمانيوم)، تحت-ألومنيوم (جاليوم)، تحت-بورون (سكانديوم) أعطاه نصيب الأسد في الجدول الدوري. وبأي حال، فإنه في وقت العرض لتوقعات مندلييف فإنها أثرت بشدة على كل زملاؤه واتضح صحتها بعد ذلك.

## الإنجازات الأخرى

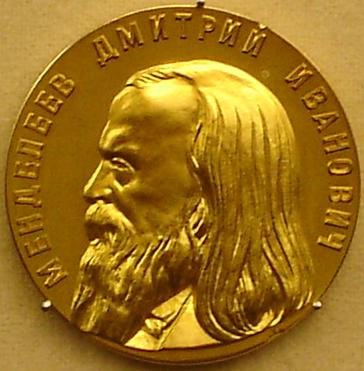
ميدالية مندلييف

في عام 1902، في محاولة منهُ لفهم الإثير، افترض (بالخطأ) أنه يوجد هناك عنصرين لهما وزن ذري أقل من الهيدروجين، وأخفهما خامل كيميائياً، ويتعدى في حركته، كل الغازات النفاذة، وهذا العنصر يكون الإثير. كما كرس مندلييف كثيرا من الوقت لدراسة طبيعة المركبات المجهولة مثل المحاليل، والتي اعتبرها أنظمة لسوائل متجانسة لمركبات متفككة غير ثابتة للمذيب مع المادة المذابة، وتمسكه بالرأي الذي ينص على أنهم مجرد شاهد على المركبات الذرية، تحت تأثير معادلة دالتون.
في قسم آخر من الكيمياء الفيزيائية تحقق من تمدد السوائل بالحرارة، وقدم معادلة مماثلة لمعادلة جاي لوساك لتجانس تمدد الغازات، بينما قدم T من قبل ذلك عام 1861. وافتراضات أندرو لدرجة الحرارة الحرجة للغازات بتعريف نقطة الغليان المطلقة للمادة على أنها درجة الحرارة التي تساوي عندها قوى الالتصاق وحرارة التبخر صفر ويتغير السائل إلى بخار، بغض النظر عن الضغط والحجم.
توسع مندلييف بالكتابة في الموضوعات الكيميائية، وأكثر كتبه المعروفة ويمكن أن يكون «مبادئ الكيمياء»، 1868-1870، ونشر الكتاب بإصداراته المتتالية بلغات عديدة. ويحسب لمندلييف للتحديد العلمي لأفضل نسبة للكحول المستخدم في الفودكا لتكون 40%، وكان مصدر النسبة أطروحته لنيل درجة الدكتوراه «حول خلط الماء بالكحول». وتعامل في بحثه في الأساس مع الخواص الفيزيائية لمحلول الماء والكحول، مثل الكثافة. وقام بتقديم النظام المتري للإمبراطورية الروسية واخترع ال «بروكولوديوم»، وهو نوع من بارود بدون دخان المبني أساسا على نيترو سيليلوز، وفي عام 1892 نظم ورتب عملية تصنيعه.

## تكريمات

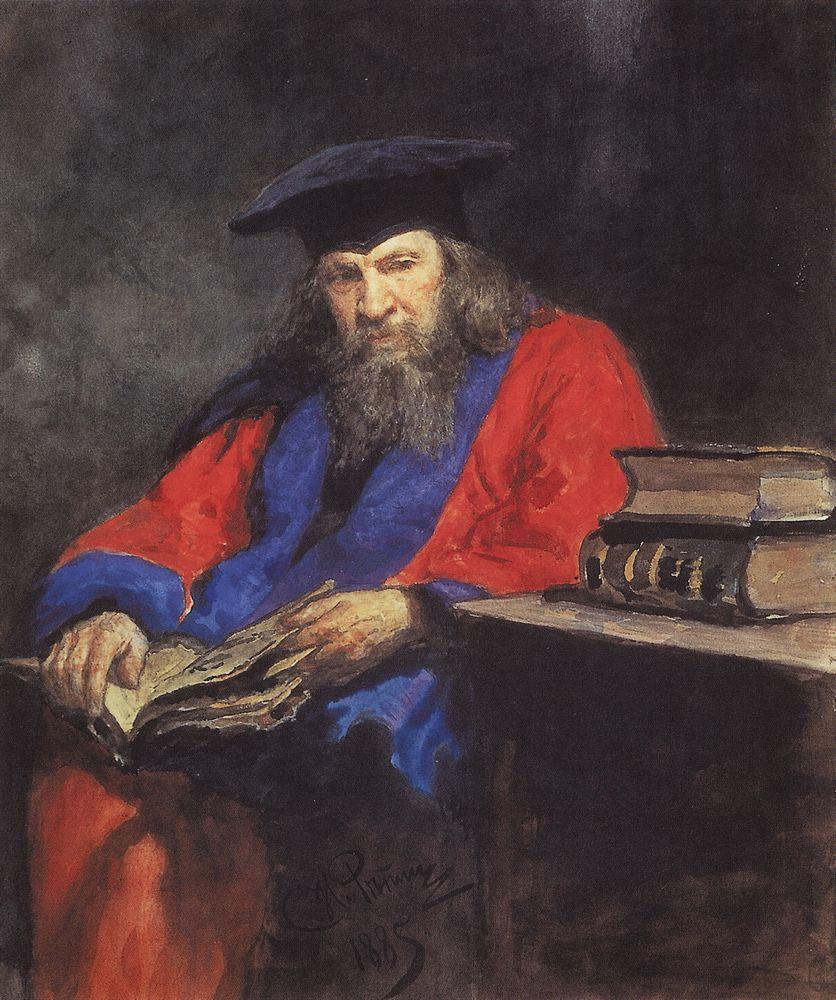
Portrait of Mendeleev by Ilya Repin, 1885

في سانت بطرسبرغ، سُميت تكريما له باسمه مؤسسة مندلييف للقياسات. في موسكو توجد جامعة مندلييف للتكنولوجيا الكيميائية في روسيا.
في الثامن من شهر فبراير من عام 2016 غيّر محرك البحث غوغل صورة شعاره الخارجي لصورة ديمتيتري مندلييف، وذلك بمناسبة الذكرى المائة والثانية والثمانين لولادة مندلييف.

## وصلات خارجية
- المزيد عن مندلييف
- مندلييف وسانسكريت نسخة محفوظة 16 فبراير 2016 على موقع واي باك مشين.
- صورة مندلييف نسخة محفوظة 7 مارس 2004 على موقع واي باك مشين.، مجموعة إدجار فاس سميث، جامعة بينسلفانيا
- الجدول الدوري الأصلي ، بالتذييل
- النسخة التمهيدية الأولي لجدول مندلييف، 17 February 1869
- محاضرة فاراداى لمندلييف، 4 يوليو 1889، بالتذييل
- عمل مرتب: ديمترى مندلييف وظلال الجدول الدوري، كتاب لمايكل جوردان

## روابط خارجية
- ديميتري مندلييف على موقع الموسوعة البريطانية (الإنجليزية)
- ديميتري مندلييف على موقع الموسوعة البريطانية (الإنجليزية)
- ديميتري مندلييف على موقع إن إن دي بي (الإنجليزية)

- نبذة عن ديمتري إيفانوفيتش منديليف على الموقع الرسمي الأكاديمية الروسية للعلوم